# Responsabilité en cascade
Dans le secteur des médias, la loi du 29 juillet 1881 a instauré un régime de responsabilité pénale dit de responsabilité en cascade, spécifique aux personnes physiques. Ce système repose sur l’idée que les premières personnes devant être tenues pour responsables en cas notamment, d’infractions de presse prévues par le chapitre IV de la loi du 29 juillet 1881, ne sont pas les auteurs, mais le directeur de la publication ou l’éditeur dans la mesure où ils prennent la décision de publier ou non un article qui pourra être à l’origine de l’infraction de presse.
Les personnes susceptibles de voir leurs responsabilités engagées selon ce régime sont cependant limitativement énumérées par la loi.

## Le régime de la responsabilité en cascade
Le régime de la responsabilité en cascade varie selon le type de média visé. Les principaux régimes de responsabilité résultent de la loi du 29 juillet 1881 concernant la presse écrite, et la loi du 29 juillet 1982 sur la communication audiovisuelle.
En ce qui concerne la presse écrite, ce sont les articles 42 et 43 de la loi du 29 juillet 1881 qui définissent le régime de la responsabilité en cascade. Ainsi prévoit l’article 42 que doivent être recherchés comme auteurs principaux des crimes et délits commis par la voie de la presse, tout d’abord les directeurs de publication ou éditeurs—quelles que soient leurs professions— et à leur défaut les auteurs, à défaut des auteurs, les imprimeurs et à défaut des imprimeurs, les vendeurs, distributeurs et afficheurs.
L’article 43 précise ensuite que dans les cas où la responsabilité des directeurs ou codirecteurs de la publication serait retenue, les auteurs seront poursuivis comme complices. Selon ce même article, peut également être poursuivi comme complice toute personne à laquelle les articles 121-6 et 121-7 du code pénal sont applicables, c’est-à-dire toute personne qui se serait comportée comme complice de l’infraction.
L’article 9 de la loi du 29 juillet 1881, prévoit également un régime de responsabilité en cascade en cas de manquement aux obligations prévues par les articles 6, 7 et 8 de cette loi, relatives à l’obligation pour toute publication de presse de disposer d’un directeur de la publication et aux obligations de déclarations antérieures à la publication d’un journal. Cet article prévoit ainsi que seront responsables le propriétaire, le directeur de la publication, ou le codirecteur de la publication, dans le cas où le directeur bénéficierait d’une immunité parlementaire, et l’imprimeur à défaut de propriétaire, de directeur ou de codirecteur.
En ce qui concerne les infractions de presse commises sur internet ou par un moyen de communication audiovisuelle, autre que le cinéma, le régime de la responsabilité en cascade est prévu par la loi du 29 juillet 1982 à l’article 93-3, ajouté en 1985.
Celui-ci prévoit que lorsque les infractions prévues par le chapitre IV de la loi du 29 juillet 1881 sont commises « par un moyen de communication au public par voie électronique », sont responsables comme auteurs principaux des infractions, le directeur ou le codirecteur de la publication à condition que le message à l’origine de l’infraction « ait fait l’objet d’une fixation préalable à sa communication au public ». En effet, dans les cas où l’infraction aurait été commise au cours d’une émission diffusée en direct, ils ne pourraient pas être tenus pour responsables puisqu'aucun contrôle n’aurait alors pu être exercé. Si le directeur et le codirecteur de la publication ne peuvent pas être poursuivis, l’auteur, ou à défaut, le producteur pourra voir sa responsabilité engagée. Enfin dans les cas où la responsabilité du directeur ou du codirecteur serait retenue, l’auteur pourra être poursuivi comme complice de l’infraction, de même que toute personne qui se serait comportée ainsi.
Cependant si l’infraction est causée par le message d’un internaute mis à la disposition du public par un service de communication au public en ligne, la responsabilité du directeur ou du codirecteur de la publication ne pourra être engagée comme auteur principal de l’infraction « s’il est établi qu'il n'avait pas effectivement connaissance du message avant sa mise en ligne ou si, dès le moment où il en a eu connaissance, il a agi promptement pour retirer ce message », art. 27 de la loi HADOPI 1 de 2009.